# Slatina (Eslováquia)
Slatina é um município da Eslováquia, situado no distrito de Levice, na região de Nitra. Tem 9,51 km² de área e sua população em 2018 foi estimada em 318 habitantes.

## Demografia
| Ano:        | 1994 | 2004    | 2014   | 2024   |
| ----------- | ---- | ------- | ------ | ------ |
| Broj ljudi: | 312  | 359     | 335    | 329    |
| Razlika:    |      | +15,06% | -6,68% | -1,79% |

| Ano:               | 2023 | 2024   |
| ------------------ | ---- | ------ |
| Número de pessoas: | 324  | 329    |
| Diferença:         |      | +1,54% |